# Barraca de vinya (Talamanca)
La Barraca de vinya és una obra de Talamanca (Bages) inclosa a l'Inventari del Patrimoni Arquitectònic de Catalunya.

## Descripció
Barraca de planta circular, completament rodona i orientada al sud-est. està coberta per una volta cònica construïda a partir de la col·locació de fileres de pedra cada vegada més situades cap a l'interior. La cúpula està protegida per una coberta de terra que li dona una forma lleugerament punxeguda. A la part alta de la paret hi ha una filada de lloses col·locades planes que envolten tota la barraca en forma de carener, i que la protegeix de la pluja. Les parets de la barraca són fetes amb carreus de diferents dimensions, unides en sec. El portal d'accés és alt i rectangular i el seu marc el formen les mateixes parets laterals. Una sola llosa fa de dintell i es troba sota mateix del carener. La barraca es troba en un terreny en el que antigament hi hagué vinya, que desaparegué possiblement amb l'arribada de la fil·loxera.